# LABOUM
LABOUM (coréen : 라붐), est un girl group sud-coréen sous NH Media et la coentreprise Nega Network Global H Media en 2014. Le groupe est composé à l'origine de 6 membres : Yujeong, Soyeon, ZN (Jinyea), Haein, Solbin et Yulhee. Le groupe débute avec leur premier EP Petit Macaron le 28 août 2014. Leur nom est tiré du film français La Boum.

## Histoire

### 2014: Début avecPetit Macaron
En août 2014, NH Media et Nega Network ont annoncé le début de leur prochain girl group LABOUM, qui s’entraînait pendant quatre ans. Le groupe a été présenté comme un groupe sœur à l'U-Kiss de NH Media et aux Brown Eyed Girls de Nega Network.
Laboum a sorti son premier EP Petit Macaron le 28 août 2014, avec la sortie de leur clip-vidéo pour le titre-phare Pit-A-Pat la veille. La chanson a été écrite par Seo Ji-eum, connu pour les hits tels que f(x) Electric Shock et TaeTiSeo Twinkle, et composé par Jung Jae-Yeob.

### 2015:Sugar SugaretAalow Aalow
Le 16 mars, LABOUM annonce qu'il reviendra avec un concept plus amusant mais rafraîchissant dans Sugar Sugar. Le single qui accompagne l'EP et le clip-vidéo sont diffusés le 14 août,.
Le 26 novembre 2015, le groupe publie un clip-vidéo pour le single de son comeback, Aalow Aalow, sur sa chaîne YouTube officielle. La vidéo est diffusée le 1er décembre et présente un style rétro élégant. Le 4 décembre, LABOUM tient une performance de Aalow Aalow pour leur comeback dans l'émission Music Bank. L'EP sort officiellement le 6 décembre 2015.

### 2016:Makestar campaign,Fresh AdventureetLove Sign
Le 15 février 2016, LABOUM a lancé une campagne pour financer son prochain clip-vidéo sur la plate-forme Crowdfunding Makestar. Le groupe a offert un titre de « Producteur honoraire » dans les crédits du clip à ceux qui ont fait un don d'un certain montant. La campagne a atteint son objectif de 8 261 $ en seulement quatre heures.
La campagne Makestar a finalement recueilli 27 832 $ - 336,9% de son objectif initial. LABOUM a publié le clip-vidéo pour Journey to Atlantis et son EP Fresh Adventure le 6 avril 2016.
Le 9 août 2016, LABOUM a annoncé leur prochain comeback. Après beaucoup d'anticipation, elles ont sorti le clip-vidéo pour Shooting Love qui accompagne l'EP Love Sign le 23 août 2016.

### Depuis 2017
- Le 3 novembre 2017, Yuhlee quitte officiellement le groupe[8].
- Le 8 septembre 2021, Yujeong quitte officiellement le groupe[9].
- Le 8 octobre 2021, ZN change son nom en Jinyea[10].

## Membres
| Nom de scène             | Nom de scène | Nom de naissance | Nom de naissance | Date de naissance     | Nationalité  | Position                                                                                   |
| Romanisé                 | Coréen       | Romanisé         | Coréen           | Date de naissance     | Nationalité  | Position                                                                                   |
| ------------------------ | ------------ | ---------------- | ---------------- | --------------------- | ------------ | ------------------------------------------------------------------------------------------ |
| Soyeon                   | 소연         | Jung So-yeon     | 정소연           | 4 mai 1994 (29 ans)   | Corée du Sud | Vocaliste principale, danseuse, unnie (la plus âgée)                                       |
| Jinyea (anciennement ZN) | 지엔         | Bae Jin-ye       | 배진예           | 9 juin 1994 (29 ans)  | Corée du Sud | Danseuse secondaire, vocaliste, rappeuse                                                   |
| Haein                    | 해인         | Yeom Hae-in      | 염해인           | 19 mai 1995 (28 ans)  | Corée du Sud | Danseuse secondaire, vocaliste, rappeuse                                                   |
| Solbin                   | 솔빈         | Ahn Sol-bin      | 안솔빈           | 19 aout 1997 (26 ans) | Corée du Sud | Rappeuse secondaire, vocaliste, danseuse, visuel, visage du groupe, maknae (la plus jeune) |

## Anciennes membres
| Nom de scène | Nom de scène | Nom de naissance | Nom de naissance | Date de naissance         | Nationalité  | Position                                            | Date de départ   |
| Romanisé     | Coréen       | Romanisé         | Coréen           | Date de naissance         | Nationalité  | Position                                            | Date de départ   |
| ------------ | ------------ | ---------------- | ---------------- | ------------------------- | ------------ | --------------------------------------------------- | ---------------- |
| Yujeong      | 유정         | Kim Yu-jeong     | 김유정           | 14 février 1992 (31 ans)  | Corée du Sud | Leader, vocaliste secondaire, danseuse              | 8 septembre 2021 |
| Yulhee       | 율희         | Kim Yul-hee      | 김율희           | 27 novembre 1997 (26 ans) | Corée du Sud | Danseuse principale, rappeuse principale, vocaliste | 3 novembre 2017  |

## Discographie

### Mini-albums (EPs)
| Titre         | Détails de l'album | Meilleure positions | Ventes               |
| Titre         | Détails de l'album | COR                 | Ventes               |
| ------------- | --- | ------------------- | -------------------- |
| Love Sign     | - Date de sortie : 23 août 2016 - Label : NH Media, Nega Network, LOEN Entertainment - Formats : CD, téléchargement numérique                 | 13                  | - COR: Plus de 3 333 |
| Miss The Kiss | - Date de sortie : 17 avril 2017 - Label : NH Media, Nega Network, Interpark, Windmill Entertainment - Formats : CD, téléchargement numérique | —                   | —                    |

### Studios albums
| Titre           | Détails de l'album | Meilleures positions | Ventes               |
| Titre           | Détails de l'album | COR                  | Ventes               |
| --------------- | --- | -------------------- | -------------------- |
| Petit Macaron   | - Date de sortie : 28 août 2014 - Label : NH Media, Nega Network, CJ E&M - Formats : CD, téléchargement numérique                               | 15                   | - COR: plus de 870   |
| Petit Macaron   | - Date de sortie : 3 novembre 2014 (Petit Macaron: Data Pack) - Label : NH Media, Nega Network, CJ E&M - Formats : CD, téléchargement numérique | 25                   | - COR: plus de 608   |
| Sugar Sugar     | - Date de sortie : 27 mars 2015 - Label : NH Media, Nega Network, CJ E&M - Formats : CD, téléchargement numérique                               | 17                   | - COR: plus 1 091    |
| Aalow Aalow     | - Date de sortie : 6 décembre 2015 - Label : NH Media, Nega Network, CJ E&M - Formats : CD, téléchargement numérique                            | 26                   | - COR: plus de 1 592 |
| Fresh Adventure | - Date de sortie : 6 avril 2016 - Label : NH Media, Nega Network, Interpark, Windmill Entertainment - Formats : CD, téléchargement numérique    | 9                    | - COR: plus de 2 150 |

### Singles
| Titre                                                                              | Année | Meilleures positions | Album                 |
| Titre                                                                              | Année | COR                  | Album                 |
| ---------------------------------------------------------------------------------- | ----- | -------------------- | --------------------- |
| "Pit-A-Pat" (두근두근)                                                             | 2014  | 195                  | Petit Macaron         |
| "What About You" (어떡할래)                                                        | 2014  | 148                  | Petit Macaron         |
| "Sugar Sugar"                                                                      | 2015  | 271                  | Sugar Sugar           |
| "Aalow Aalow" (아로아로)                                                           | 2015  | 180                  | Aalow Aalow           |
| "Journey to Atlantis" (상상더하기)                                                 | 2016  | 147                  | Fresh Adventure       |
| "Shooting Love" (푱푱)                                                             | 2016  | 128                  | Love Sign             |
| "Winter Story" (겨울동화)                                                          | 2016  | —                    | Pas de sortie d'album |
| "Hwi Hwi" (휘휘)                                                                   | 2017  |                      | Miss This Kiss        |
| "—" signifie que l'album ne s'est pas classé ou n'est pas sorti dans cette région. |       |                      |                       |

## Filmographie

### Dramas
| Année | Titre             | Chaine        | Membre(s) | Notes                 |
| ----- | ----------------- | ------------- | --------- | --------------------- |
| 2015  | About Love        | Naver TV Cast | ZN        | Web Drama, 2 Épisodes |
| 2016  | Solomon's Perjury | JTBC          | Solbin    | 12 Épisodes           |